# 阿尔巴尼亚清真寺
阿尔巴尼亚清真寺（Albanian Mosque），又名卡尔顿清真寺（Carlton Mosque），是一座清真寺，位于澳大利亚维多利亚州墨尔本近郊的卡尔顿北（Carlton North），该建筑包含一座叫拜楼。这座清真寺服务于阿尔巴尼亚人社区，信徒约有1000人。这座清真寺建于20世纪60年代末，是墨尔本最古老的清真寺，已列入维多利亚时代遗产名录。

## 历史

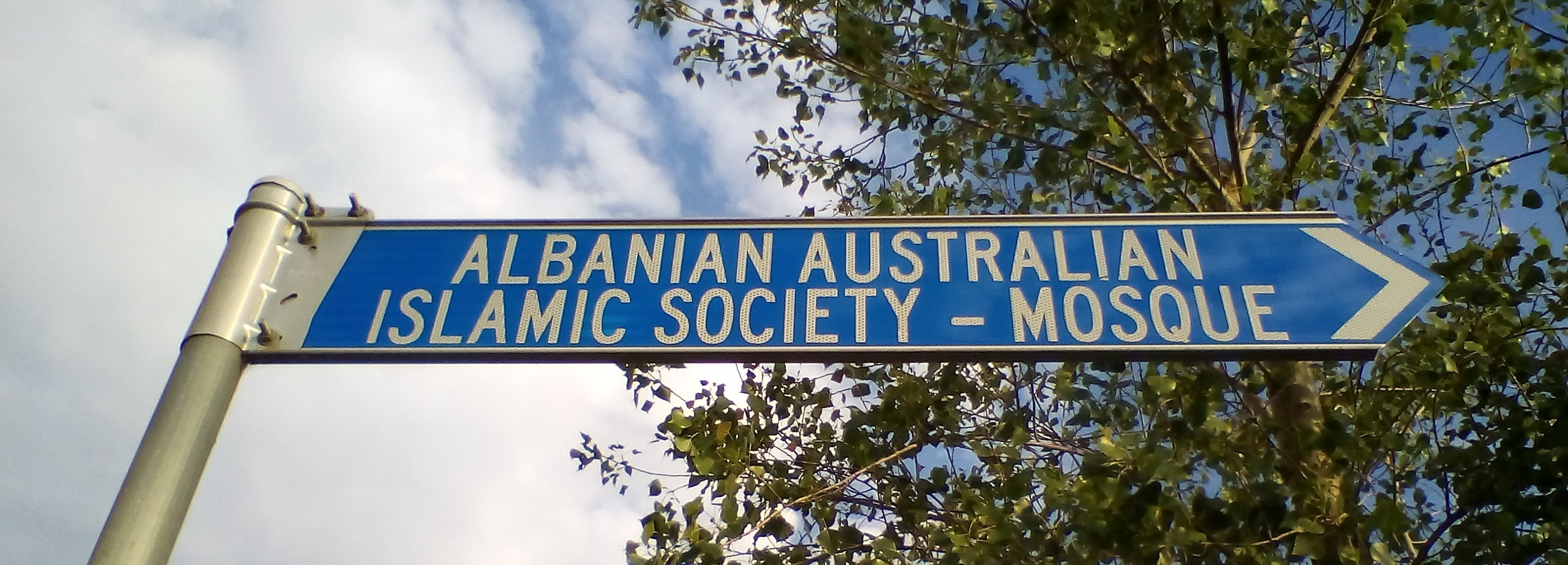

在第二次世界大战之后，阿尔巴尼亚人等穆斯林移民迁移到维多利亚州，发现这个国家缺乏伊斯兰基础设施,只有临时清真寺，通常是一个经过改造的小房间。1961年，穆斯林移民成立了维多利亚伊斯兰协会（ISV），以满足他们的宗教需求，其中阿尔巴尼亚人捐款最多。

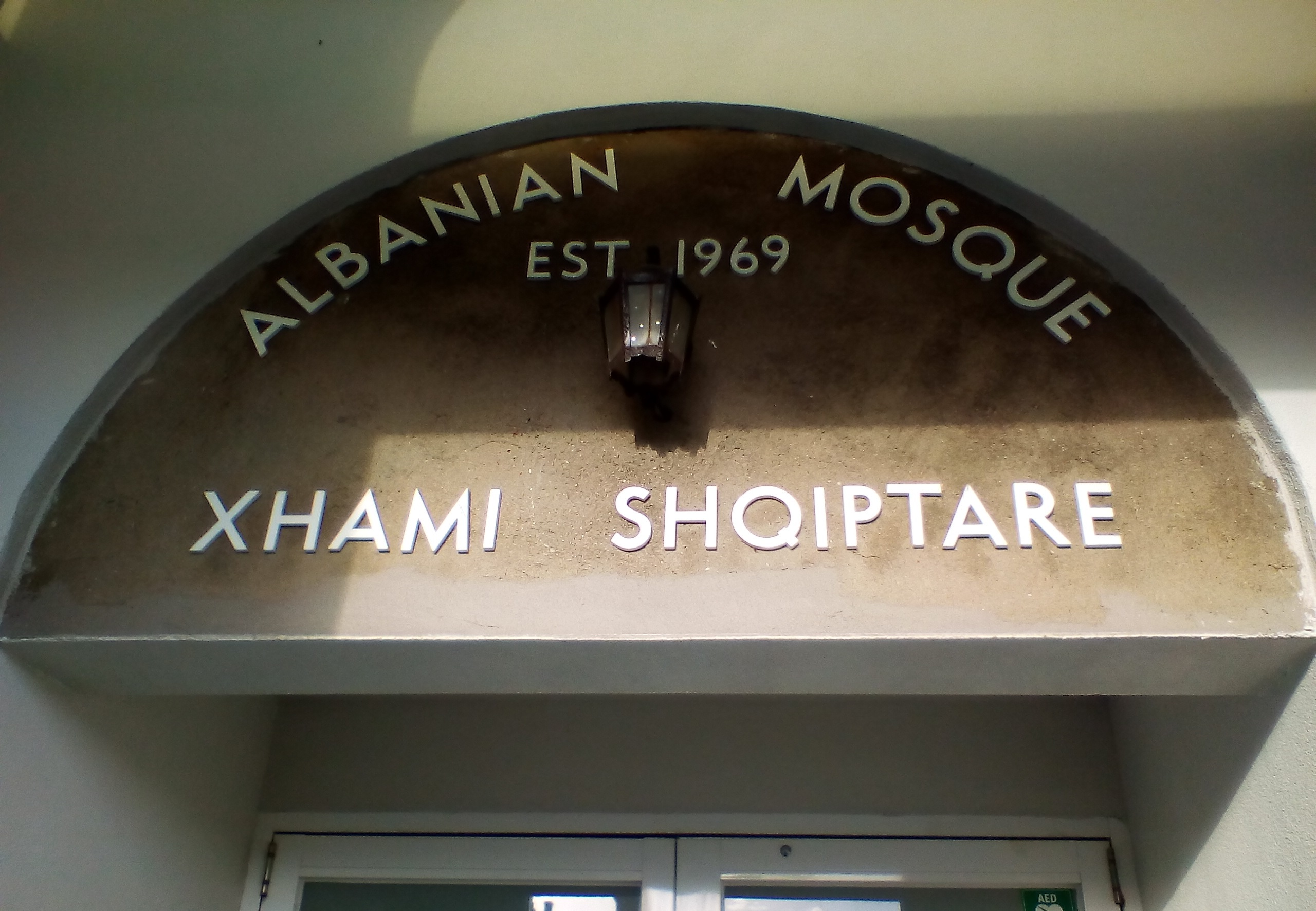
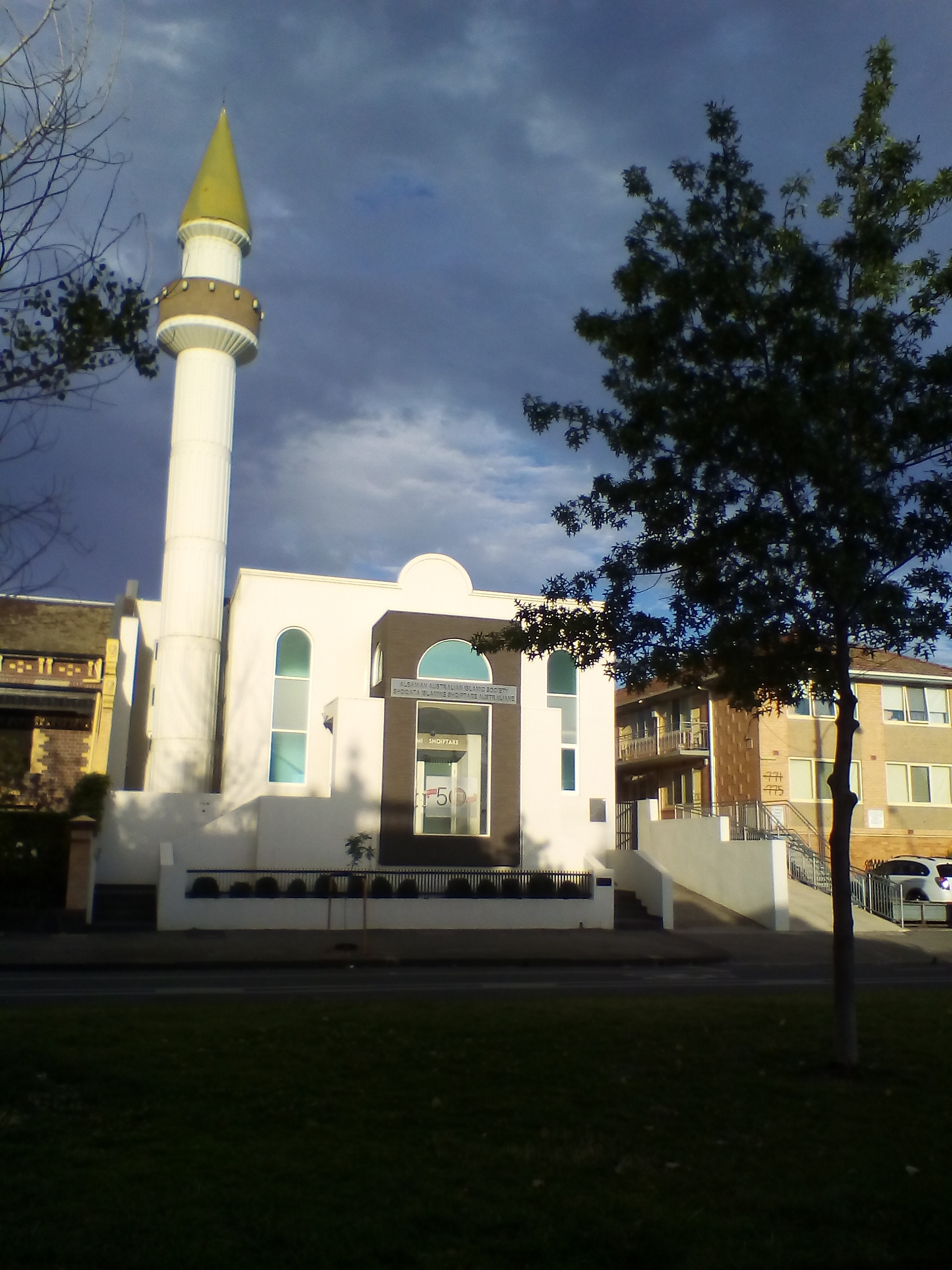
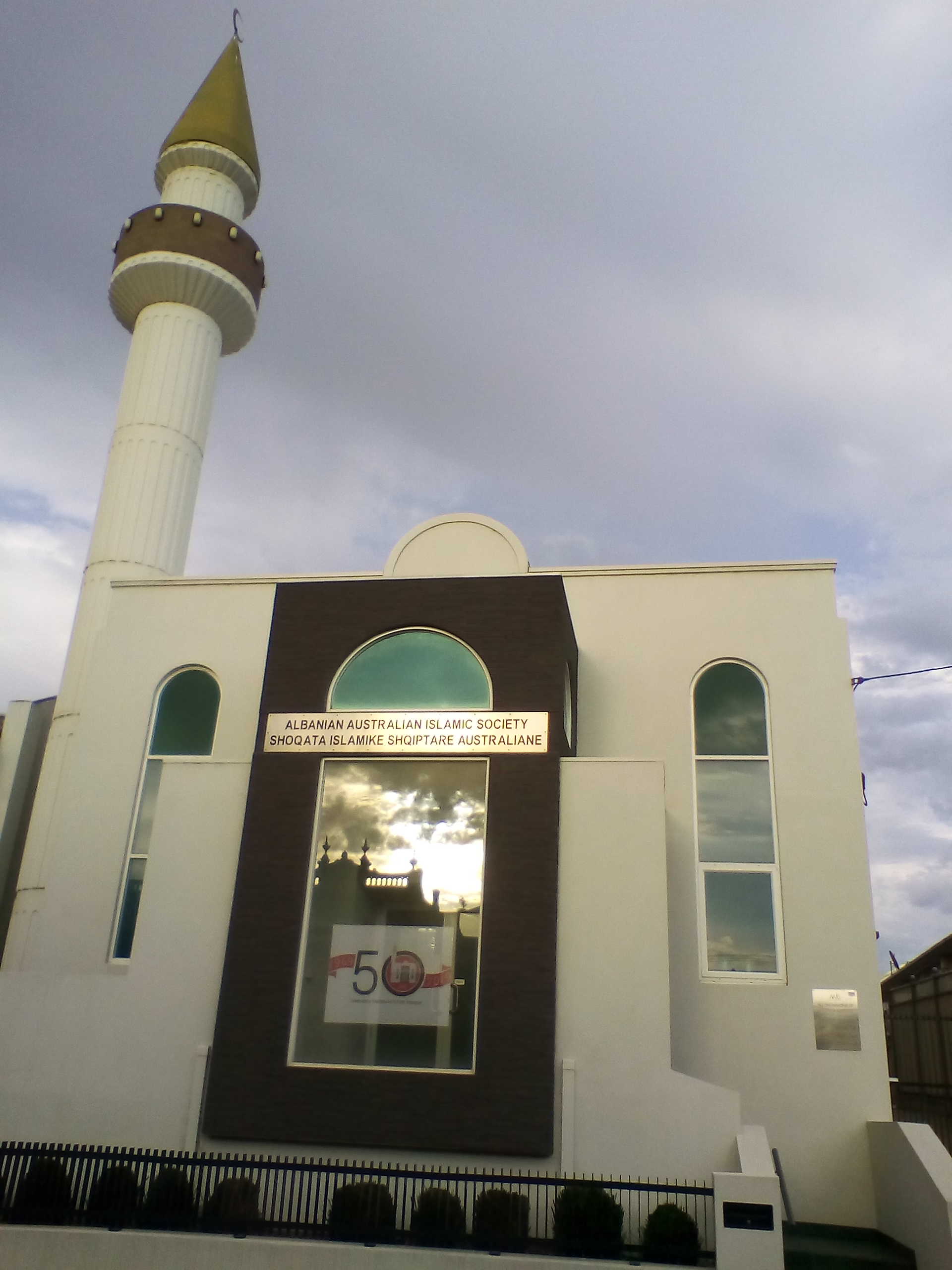
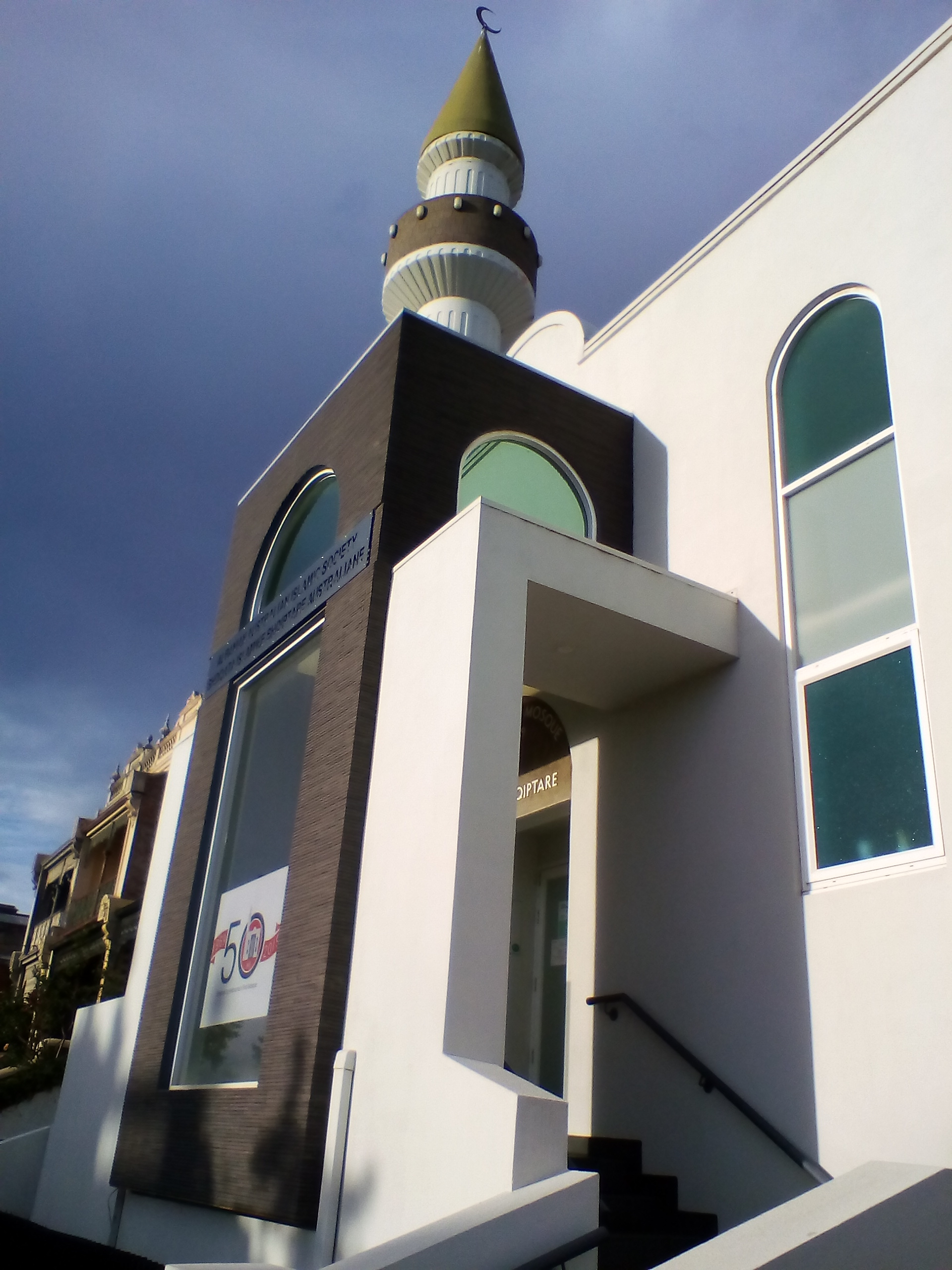
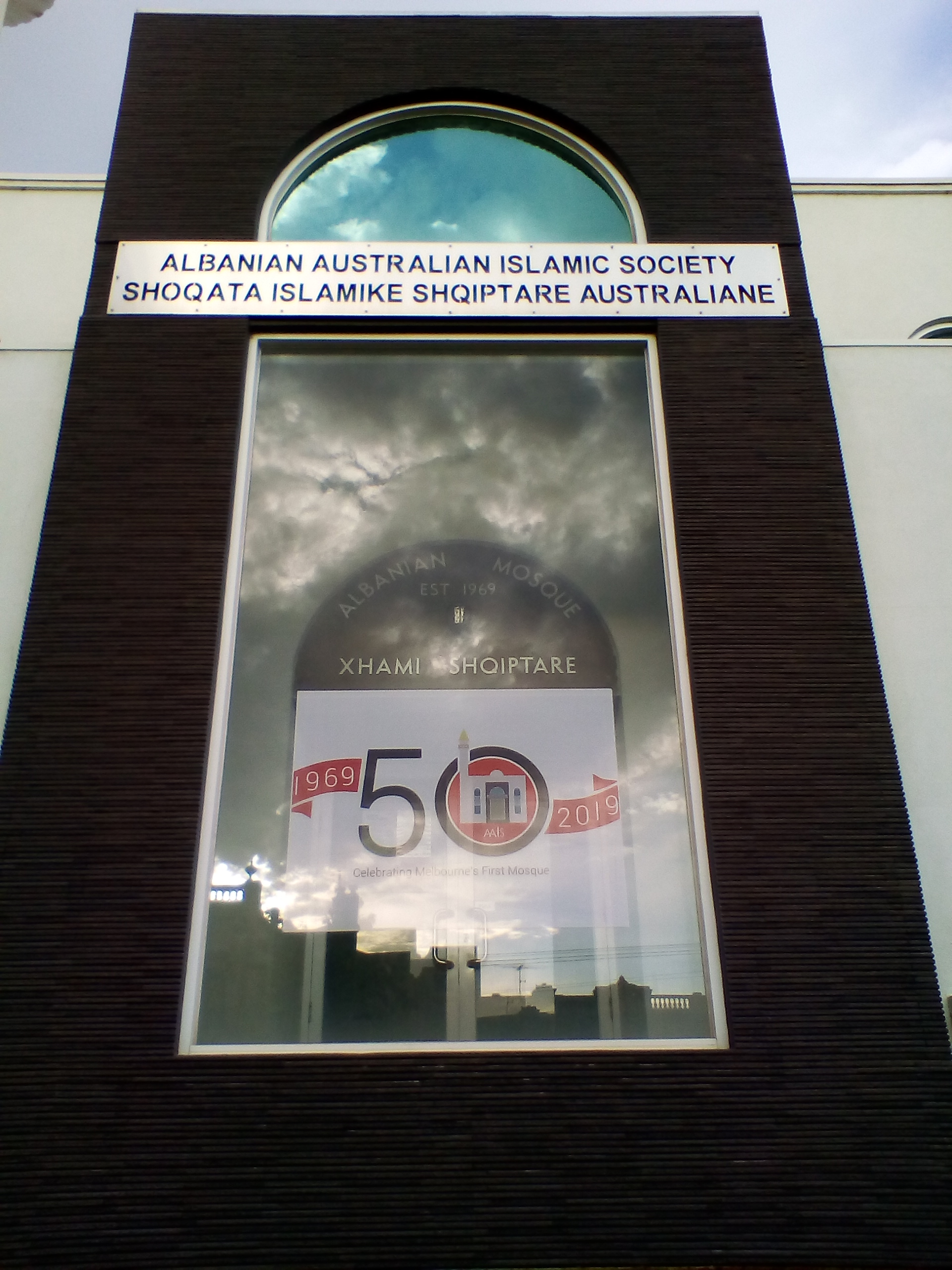
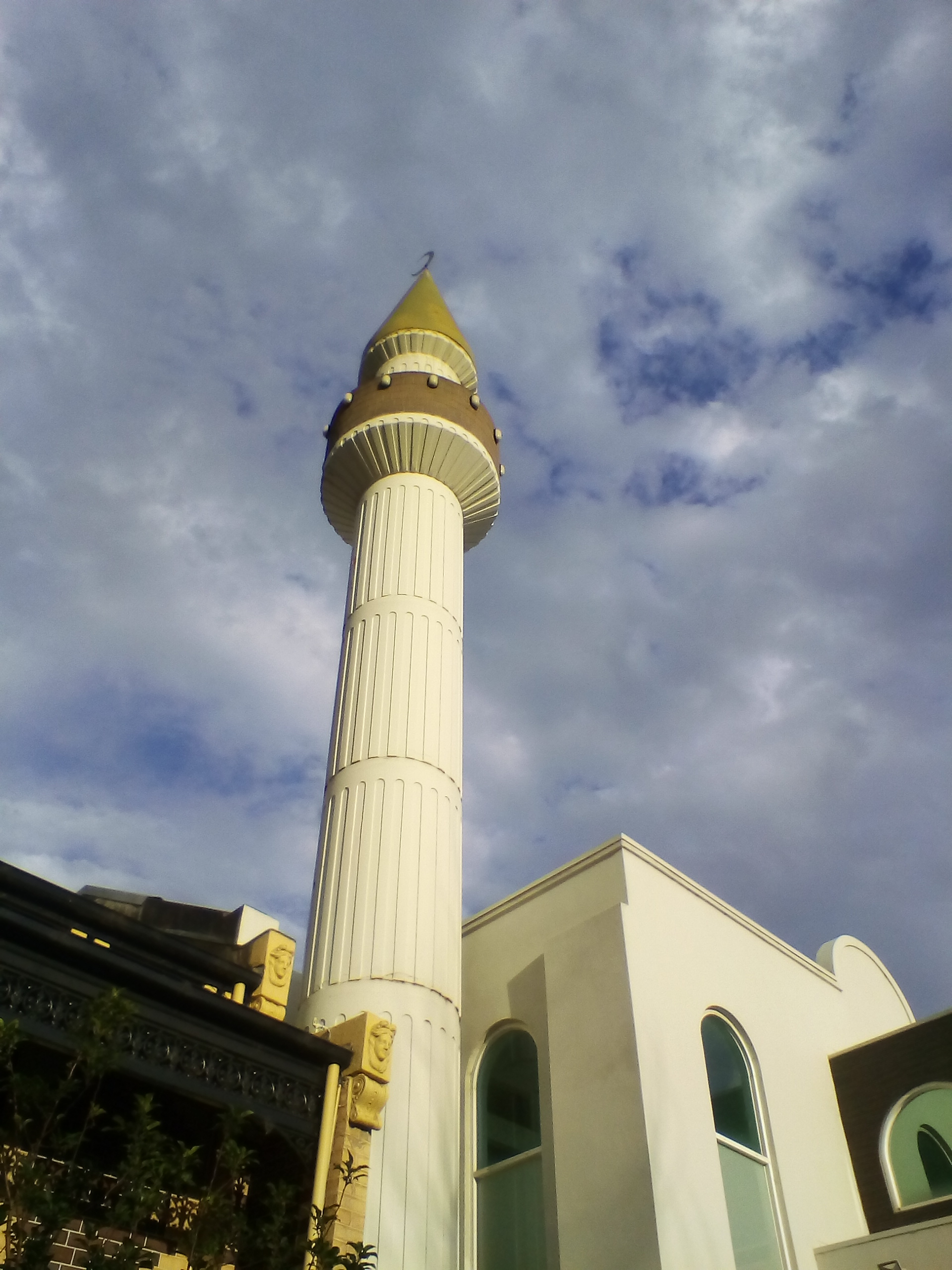
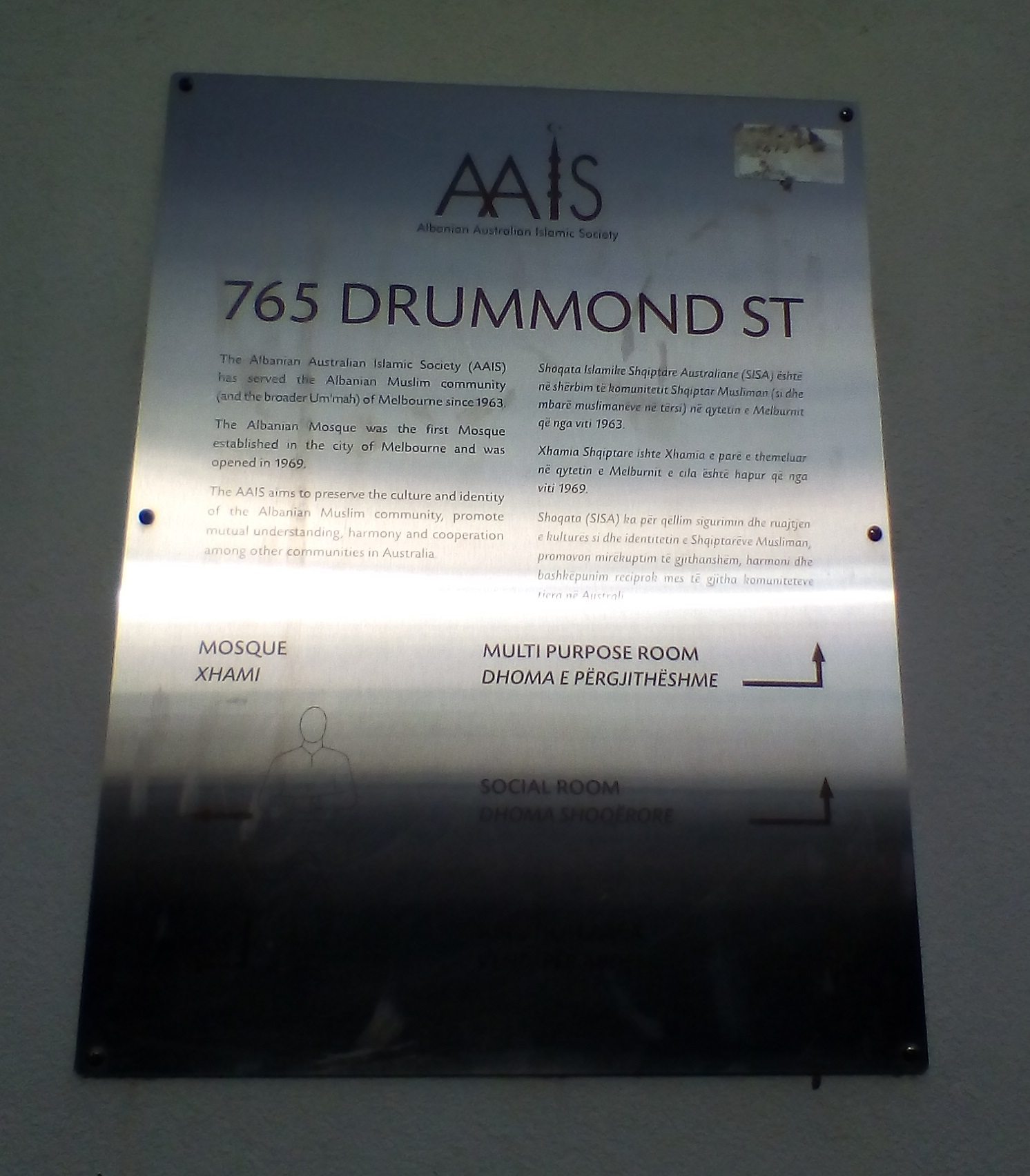
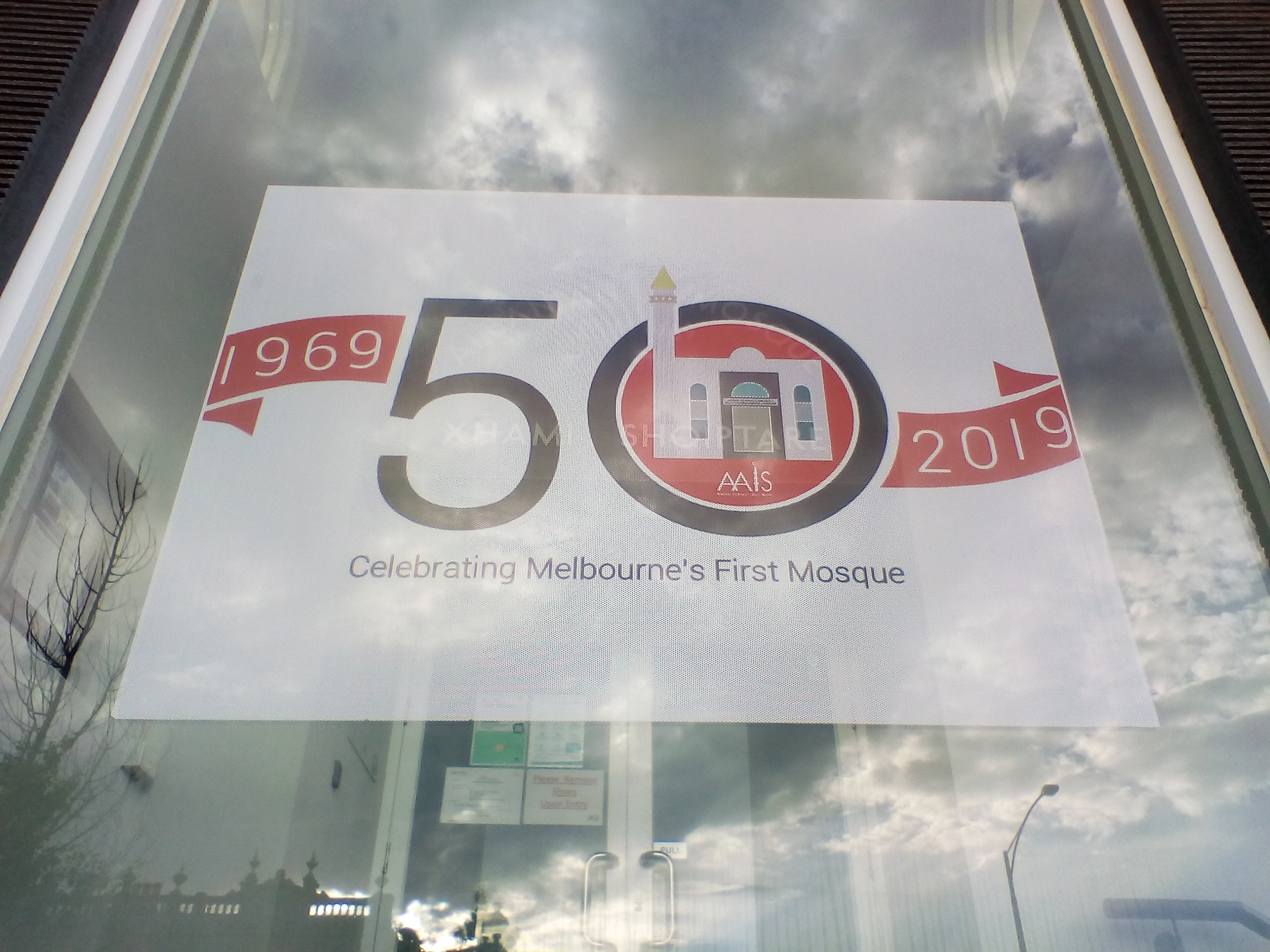